# 미셸 도리니

〈판과 시링크스〉(Pan et Syrinx), 1657년, 루브르 박물관

미셸 도리니(프랑스어: Michel Dorigny, 1616년~1665년 2월 20일)는 프랑스의 화가이자 판화가이다.

## 생애
도리니는 생캉탱에서 태어났다. 네덜란드 미술사 연구소에 따르면 그는 조르주 랄망과 시몽 부에의 제자로 알려져 있다. 그는 왕립 회화 조각 아카데미에서 공부했으며 화가 니콜라 도리니와 루이 도리니의 스승이자 아버지가 되었다. 미술 평론가 로저 드 필(1635~1709)에 따르면, 그는 시몽 부에의 딸과 결혼했고, 파리에서 죽을 당시 아카데미의 교수였다고 한다.